# Цитрат літію
Цитра́т лі́тію (Li3C6H5O7) — літієва сіль лимонної кислоти.
Застосовується як регулятор емоційних проявів при лікуванні маніакальних станів та біполярних афективних розладів. Існує обширна фармакологія літію, активного компонента цієї солі. Літієва вода містить різні солі літію, в тому числі цитрат.

## Історія
Рання версія Coca-Cola, доступна в аптеках, під назвою Lithia Coke, була сумішшю сиропу Coca-Cola та літієвої води. Цитрат літію раніше входив до складу відомого газованого напою 7 Up (створеного 1929 року), який спочатку називався Bib-Label Lithiated Lemon-Lime Soda. Цей напій був запатентований як ліки для боротьби з похміллям. Цитрат літію було вилучено з 7Up у 1948 році після того, як він був заборонений в США Управлінням з контролю за якістю продовольства і медикаментів.

## Застосування
Цитрат літію використовується як регулятор емоційних проявів та використовується для лікування манії, гіпоманії, депресії та біполярного розладу. Його можна застосовувати перорально у вигляді сиропу.
Описано можливість застосування цитрату літію як засіб боротьби з хворобою Канавана.